# هنري بي. تشيس
هنري بي. تشيس (بالإنجليزية: Henry B. Chase)‏ هو سياسي أمريكي، ولد في 13 يونيو 1870 في ليفرمور في الولايات المتحدة، وتوفي في 21 أغسطس 1961 في هنتسفيل في الولايات المتحدة. انتخب عمدة هنتسفيل (1918 – 1920).